# Aristocracia
La aristocracia (del griego ἀριστοκρατία aristokratía; de ἄριστος aristos excelencia, y de κράτος, kratos poder) es una forma de gobierno en la que el poder es ejercido por los mejores o más aptos.
Platón y Aristóteles definieron la aristocracia ideal como un sistema gobernado por una élite que sobresale por su sabiduría, su virtud y su experiencia del mundo. La acepción de aristocracia usada durante las monarquías del siglo XVIII, XIX y XX, la de un sistema regido por las personas con el poder político y económico de un país, transmitido por derecho hereditario, siendo sinónimo de nobleza, deriva del afán que los nobles tenían por los estudios clásicos durante esa época, pero es más ajustado llamar plutocracia a ese tipo de gobierno.   
En los países europeos, la nobleza estuvo compuesta por los reyes, príncipes, duques, condes, barones, o los que traen causa por nobleza marcadamente militar como adelantados, almirantes, marqueses y emperadores. En tiempos pasados la Antigua Roma tuvo a los patricios como clase aristocrática y en otros países, como Japón, los nobles del pasado fueron primero los daimyō de alto rango y más tarde los kazoku, en la India eran los chatrías, los andriana en Madagascar, los amira en el imperio otomano, etc.
Otros criterios relacionados con la primera acepción sobre política griega, son la plutocracia (gobierno de los ricos) o la democracia (gobierno del pueblo).
Hoy en día se designan como aristocracia a la nobleza y a las clases altas, por tradición o linaje, en cualquier sociedad. En un sentido más amplio, el término se usa para hablar de grupos selectos y excluyentes en diversos ambientes o contextos (por ejemplo, la «aristocracia financiera», la «aristocracia del saber», incluso la «aristocracia proletaria», por los trabajadores mejor remunerados).

## Etimología

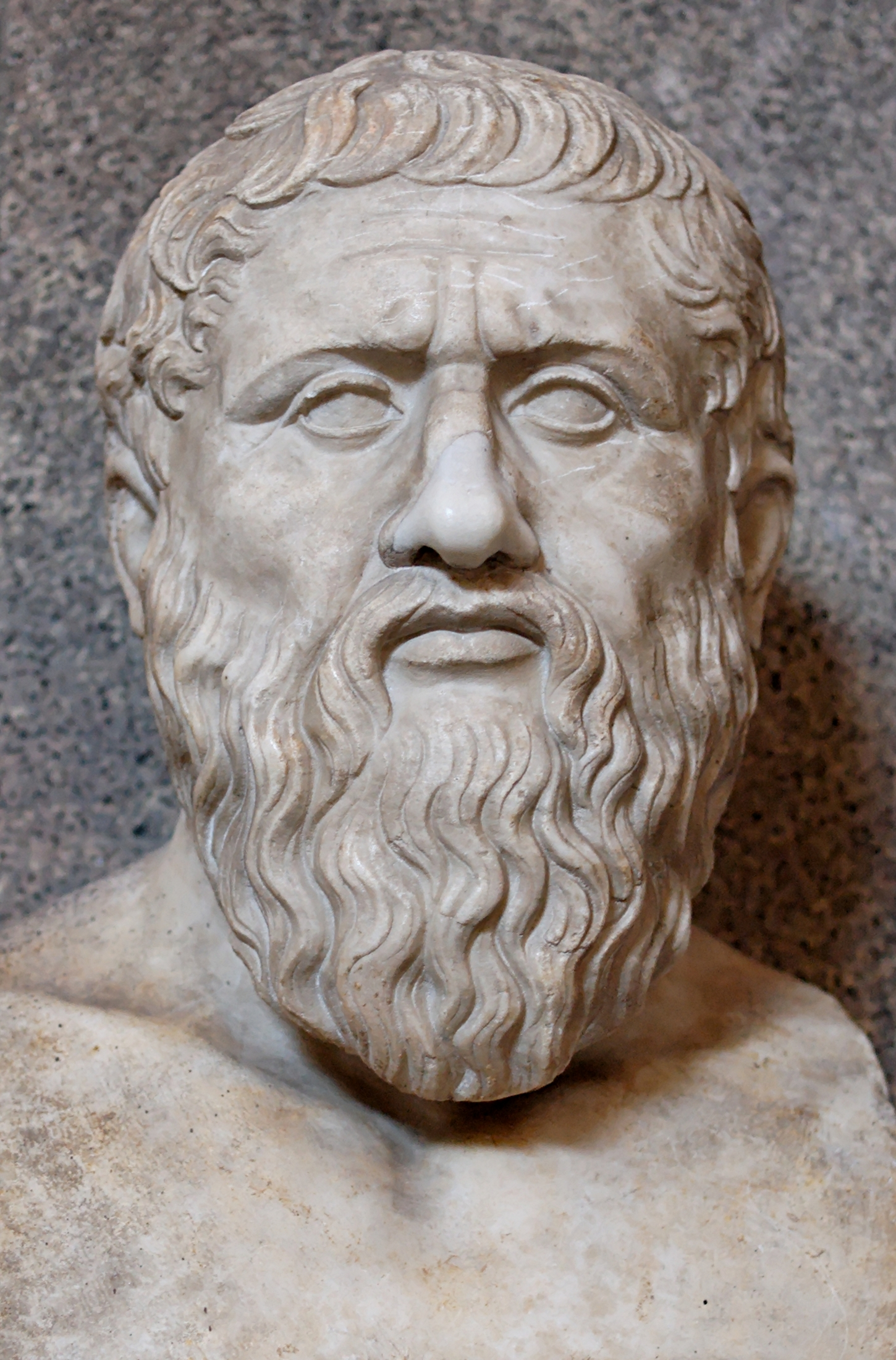
Platón defendió la aristocracia como sistema de gobierno.

Etimológicamente la palabra «aristocracia» significa «gobierno de los mejores» (del griego ἀριστοκρατία aristokratía, de ἄριστος aristos excelente, y κράτος, kratos, poder).

### La república aristocrática
Muchos pensadores del mundo antiguo como Platón o Cicerón veían en la república aristocrática al mejor sistema de gobierno para la sociedad. Tal poder sería liderado por una elite intelectual y basada en sus conocimientos y estudios, separándose así del vulgo y de la masa inculta. A este sistema se le llama sofocracia.[cita requerida]

### La aristocracia en la monarquía.
Se trata de una forma de gobierno de un Estado (aunque en muchas ocasiones es definida como forma de Estado en contraposición a la República) en la que la jefatura del Estado o cargo supremo es personal, y estrictamente unipersonal (en algunos casos históricos se han dado diarquías, triunviratos, tetrarquías, y en muchas ocasiones se establecen regencias formales en caso de minoría o incapacidad o valimientos informales por propia voluntad).
Vitalicia (en algunos casos históricos existieron magistraturas temporales con funciones similares, como la dictadura romana, y en muchos casos se produce la abdicación voluntaria o el derrocamiento o destronamiento forzoso, que puede o no ir acompañado del regicidio).
Designada según un orden hereditario (monarquía hereditaria), aunque en algunos casos se elige, bien por cooptación del propio monarca, bien por un grupo selecto.

### La aristocracia en la democracia
Democracia es una forma de organización social que atribuye la titularidad del poder al conjunto de la sociedad, incluido el demos, a diferencia de la aristocracia y la monarquía. El demos en Grecia, incluía a los hombres libres que trabajaban con sus manos. El período democrático en Grecia Antigua se inicia con las reformas de Solón y se profundiza con Clístenes y Pericles en el siglo V. 
En un sentido general, el concepto actual de democracia se entiende como una forma de organización del Estado en la cual las decisiones colectivas son adoptadas por el pueblo mediante mecanismos de participación directa o indirecta periódica, que confieren legitimidad a sus representantes. En sentido amplio, democracia es una forma de convivencia social en la que los miembros son libres e iguales y las relaciones sociales se establecen de acuerdo a mecanismos contractuales.
La democracia se define también a partir de la clásica clasificación de las formas de gobierno realizada por Platón, primero, y Aristóteles, después, en tres tipos básicos: monarquía (gobierno de uno), aristocracia (gobierno «de los mejores» para Platón, «de los menos», para Aristóteles), democracia (gobierno «de la multitud» para Platón y «de los más», para Aristóteles).
En la Política de Aristóteles el tema de los diferentes tipos de gobiernos inicia en el capítulo IV. Aristóteles establece de entrada los criterios metodológicos para analizar los diferentes tipos de gobierno: a) “cuál es el más perfecto y qué cualidades debería tener para adaptarse mejor a nuestros deseos si ningún obstáculo exterior lo impide”; b) “qué régimen es apropiado para qué personas” [saber diferencia entre el régimen absolutamente mejor y el que es posible en determinadas circunstancias] y c) “el régimen que parte de un supuesto previo” [establecer su origen y la mejor manera de conservarlo].
Para Aristóteles buscar el modelo ideal de gobierno sin tomar en cuenta lo posible de su construcción social es un grave error, en clara alusión a la propuesta platónica en la República. Platón consideraba que existía un único modelo ideal de sociedad donde los filósofos o sabios gobernaban, sin recurrir a la voluntad del pueblo, ni imponerse por la fuerza. Aristóteles en cambio reconoce que de hecho hay diversidad de regímenes que funcionan bien y otros tantos que funcionan mal. Por tanto es menester clasificar los diferentes tipos de régimen y sus variaciones, porque según Aristóteles “algunos piensan que existe una sola democracia y una sola oligarquía, y eso no es verdad, de modo que no deben olvidársele las distintas variedades de los regímenes, cuántas son y de qué maneras pueden componerse”. Y en consecuencia “…debe tenerse en la mente las variedades de cada régimen y su número, incluso para el establecimiento  de las leyes, pues no es posible que las mismas leyes convengan a todas las oligarquías ni a todas las democracias, si realmente hay varias clases y no una sola democracia o una sola oligarquía”  (Aristóteles, 1998, p. 218)
Es en este punto que Aristóteles hace una primera clasificación de los regímenes políticos, distinguiendo tres regímenes rectos y sus tres desviaciones. Los tres rectos son Monarquía, Aristocracia y República, y la desviación de cada una es, en el mismo orden, la Tiranía, la Oligarquía y la Democracia. (p. 219) La Oligarquía sería una desviación de la Aristocracia y la Democracia una desviación de la República. Esta clasificación refleja la confrontación, en el seno de la mente del estagirita, entre los modelos ideales y los casos empíricos. Por eso al justificar esas desviaciones se basa en la riqueza de los miembros de la ciudad como causa fundamental, pero no única.
La razón por la que existen diversos tipos de regímenes es por la diversidad interna de todas las sociedades: “…unos son ricos, otros pobres y otros de posición media, y de los ricos y de los pobres, los primeros están armados y los segundos sin armas (…) unos son campesinos, otros comerciantes y otros obreros manuales. Y entre los notables existen diferencias según su riqueza y la magnitud de sus bienes (…) Además de las diferencias basadas en la riqueza está la que se basa en el linaje y en la virtud o en cualquier otro factor semejante del que hemos dicho” (pp. 222-223) Por tanto esa multiplicidad de actores sociales genera diversos modelos políticos debido a que: “De estas partes, una veces participan todas en el gobierno, otras menos y otras más” (p. 223) Y Aristóteles en función de eso establece que hay dos tipos fundamentales denominados en su tiempo en función de la participación de los actores sociales: “…la democracia y la oligarquía. La aristocracia la consideran como un tipo de oligarquía, puesto que es una cierta oligarquía, y la llamada república como una democracia” (pp. 223-224) Es decir, se confunden a menudo las desviaciones con los modelos ideales. Pero él insiste que esa forma no es correcta, en cambio defiende la manera en que los clasificó. (p. 224)
No obstante Aristóteles reconoce que “…las formas oligárquicas son las más rígidas y más despóticas, y las relajadas y blandas son las democráticas” (p. 224) Aristóteles rechaza que el criterio para designar como democrático el gobierno donde la multitud es soberana es la cantidad, porque si la mayoría fuera rica y gobernara se tiende a considerarlo un gobierno oligárquico. Por tanto el componente de clases sociales es más relevante a la hora de designar un gobierno como oligárquico o democrático según la opinión de su época. (p. 225) Por tanto, tratando de entender la opinión de su tiempo, Aristóteles señala que de fondo consideran que “…existe democracia cuando los libres ejercen la soberanía, y oligarquía cuando la ejercen los ricos” (p. 225) sin importar el número de los soberanos. Por tanto “…ni si los libres, siendo pocos, mandan sobre una mayoría de no libres, constituye una democracia (…) ni los ricos, por sobresalir en número, constituyen una oligarquía” (pp. 225-226) Problema complejo para nuestro autor, porque entre el modelo ideal que le acompaña desde sus años con Platón, hasta la manera en que la opinión de su época lo clasifica, se mueve su interés de estudiar las formas concretas de gobierno que conoce y los factores que pueden llevar a clasificarlos en diferentes categorías. Riqueza y número de los soberanos son factores empíricamente observables y criterios para avanzar en su clasificación.
Pero existen otros criterios que explican como se puede formar una ciudad, basados en la posibilidad de su propia existencia. Para Aristóteles toda sociedad está dividida en nueve partes: 1) la población encargada de la alimentación, los llamados campesinos, 2) la llamada trabajadora responsable de las artes y los oficios, 3) los comerciantes dedicados a las operaciones de compra y venta, 4) los jornaleros, 5) los defensores (estos últimos garantizan que los ciudadanos no sean convertidos en esclavos por otros Estados). (p. 227) 6) El sexto grupo son los jueces, 7) el séptimo grupo son los ricos, 8) el octavo son los responsables de los servicios públicos y 9) por último los que gobiernan (las magistraturas) (p. 229) Esta división mezcla riquezas con funciones, y el propósito de establecer esta división es lograr cumplir con el criterio de que: la condición esencial para que sea ciudad es que se baste a sí misma. (p. 228) Su división reconoce su deuda con su maestro, Platón, y el maestro de él, Sócrates.
Afirma Aristóteles que Platón trata “ingeniosamente” la cuestión en la República, pero no de manera suficiente y Sócrates (de quien sabe por sus discípulos) establece los siguientes elementos para formar una ciudad mínima: tejedor, labrador, zapatero, albañil, herrero, pastor y un comerciante al por mayor y otro al por menor, y una vez crezca necesitará defensores para protegerse de otras ciudades, alguien que administre justicia y quien se encargue del gobierno. (pp. 228-229) Y es en torno al último, el ejercicio del gobierno, que los tres reconocen su necesidad, ya que ninguna ciudad que merezca ese nombre puede existir sin que alguien la gobierne. Por tanto, según Aristóteles, en cuanto a las magistraturas (gobernantes) se reconoce que con independencia de las ocupaciones muchos ciudadanos tienen la virtud para desempeñarlo, pero en cuanto al hecho de ser ricos y pobres, ambas categorías no son intercambiables (p. 230)  Se puede ser herrero y gobernante a la vez, o defensor y juez, pero no es posible ser rico y pobre a la vez, y son esas dos clases y su acceso a las magistraturas las que establecen la distinción entre democracia y oligarquía. (p. 230)
Estas categorías de ricos y pobres definen la naturaleza del gobierno, sus acciones y los sectores que benefician. Dos mil años después nuestro Juan Bosch volvería a ocuparse de la distinción entre democracia y oligarquía.

## Iconografía
Se la representa por una matrona sentada majestuosamente en un trono: tiene corona de oro en la cabeza; lleva en una mano el haz de varas, el hacha consular y una corona de laurel, simbolizando la unión, el castigo y la recompensa, y apoya la otra mano en la que tiene un cetro sobre un casco heráldico. Se ve a su lado un saco de dinero que se derrama para indicar que la hacienda y las armas son el sostén del Estado.